# Alberto Romulo
Alberto Romulo (né en 1933), est un homme politique philippin. Ministre des Affaires étrangères depuis le 18 août 2004.